# Coupray
Coupray là một xã thuộc tỉnh Haute-Marne trong vùng Grand Est đông bắc nước Pháp. Xã này nằm ở khu vực có độ cao trung bình 252 mét trên mực nước biển.
Sông Aujon chảy theo hướng tây bắc qua xã Coupray.